# راي هانيغان
راي هانيغان هو لاعب هوكي الجليد كندي، ولد في 14 يوليو 1927 في شوماخر ‏.

## وصلات خارجية
- راي هانيغان على موقع دوري الهوكي الوطني (الإنجليزية)
- راي هانيغان على موقع قاعة مشاهير الهوكي (لاعب أن.إتش.أل) (الإنجليزية)
- راي هانيغان على موقع EliteProspects.com (الإنجليزية)
- راي هانيغان على موقع HockeyDB.com (الإنجليزية)
- راي هانيغان على موقع Hockey-Reference.com (الإنجليزية)